# Donald Mackey
Donald Mackey (* 1920 in Brockville/Ontario; † 9. Februar 1993 in Montreal) war ein kanadischer Organist, Chorleiter und Musikpädagoge.

## Leben und Wirken
Mackey besuchte die Schule in Ontario und studierte Musik bei Alfred Whitehead. Während des Zweiten Weltkrieges diente er bei der Royal Canadian Air Force. Von 1947 bis 1965 war er Organist und Musikdirektor der Church of the Messiah in Montreal. Von 1953 bis 1960 war er Musik an der Westmount High School. Am Trinity College der University of Toronto studierte er bei Healy Willan und erhielt 1954 den Bachelor of Music. 
1956 gründete Mackey die Renaissance Singers of Montreal, mit denen er bis 1976 mehr als einhundert Rundfunkauftritte absolvierte und zahlreiche Konzerte gab, die aufgezeichnet wurden. Von 1960 bis 1990 war er an der McGill University als Organist, Sekretär und Chorleiter der Musikfakultät und Supervisor des Conservatorium of Music tätig. 1966 gründete er die Sommerschule der McGill University für Orgel und Cembalo, die er bis 1971 leitete, von 1973 bis 1975 leitete er das McGill Summer Music Camp. 1981 organisierte er Symposium anlässlich der Einweihung einer Orgel von Helmuth Wolff in der Redpath Hall der Universität; eine Dokumentation des Symposiums gab er 1982 heraus.
1981 wurde Mackey Musikdirektor der Church of St. John the Evangelist. Zwischen 1984 und 1986 war er Präsident des Royal Canadian College of Organists. Im Juni 1987 wurde er zum University Organist Emeritus der McGill University ernannt. Von 1987 bis zur vor seinem Tod war er Präsident des Chapter Montreal der Prayer Book Society of Canada.

## Quelle
- McGill University – Donald Mackey Collection

| Personendaten    | Personendaten                                      |
| ---------------- | -------------------------------------------------- |
| NAME             | Mackey, Donald                                     |
| KURZBESCHREIBUNG | kanadischer Organist, Chorleiter und Musikpädagoge |
| GEBURTSDATUM     | 1920                                               |
| GEBURTSORT       | Brockville                                         |
| STERBEDATUM      | 9. Februar 1993                                    |
| STERBEORT        | Montreal                                           |